# Geneea Analytics
Geneea Analytics s.r.o., je česká softwarová společnost. Vyvíjí produkty a služby na bázi zpracování přirozeného jazyka se zaměřením převážně na mediální klientelu. Společnost založil v roce 2014 Jiří Hana z MFF UK v Praze se záměrem převést akademické poznatky do praxe. S Hanovou alma mater firma v roce 2019 podepsala smlouvu o spolupráci.

## Aktivity
Mezi hlavní oblasti zájmu firmy patří robotický žurnalizmus a analýza zpětné vazby. Firma poskytuje automatické přidáváni sémantických štítků k článkům a také generování samotného obsahu článků. V roce 2020 spolupracovala s ČTK při automatickém generování článků pokrývajících výsledky krajských a senátních voleb, v roce 2021 spolupráce pokračovala u voleb do poslanecké sněmovny. Pro srovnávač cen Heureka.cz poskytuje sumarizaci pozitivních a negativních vlastností produktů na základě uživatelských recenzí.